# Carolyn Graham
Carolyn Graham (nascida em 13 de setembro de 1931) é a criadora de inúmeros livros de ensinamento da língua inglesa, os mais notáveis Jazz Chants Let’s Sing(pt-Vamos Cantar), Let’s Chant, publicado pela Oxford University Press. Ela escreveu as canções para as séries, de Susan Rivers, também publicados pela OUP.
Graham desenvolveu a técnica do Jazz Chant durante seus vinte e cinco anos de ensinamento de ESL no Instituto Americano de línguas da Universidade de Nova York. Ela também ensinou na Universidade de Harvard e conduziu workshops na Escola de Educação da Universidade de Nova York, na Faculdade de Professores de Columbia em Nova York e Tóquio, e também em outros lugares ao redor do mundo. A senhora Graham é a autora de muitos livros Jazz Chants®, todos publicados OUP.

## Método do Jazz Chant por Carolyn Graham
O Jazz Chant são exercícios conhecidos mundialmente, que fazem os estudantes repetirem ritmicamente palavras e frases
curtas junto com músicas. É a rítmica expressão da língua natural que liga o ritmo falado do inglês americano
com o ritmo do tradicional jazz americano. Um jazz chant é um fragmento da autêntica língua feita com especial
atenção para seu ritmo natural. É importante lembrar que fazer o jazz chant não é como cantar rap,
fazer poesias infantis ou canções, que distorcem a língua falada dando lugar ao efeito artístico.
Os ritmos, a acentuação e o padrão de entonação do chant, devem ser réplicas exatas do que um estudante escutaria
de um falante nativo, numa conversa normal.
Ao longo dos anos 1980 e 1990 o Jazz Chant de Graham se espalhou em grandes proporções, junto com os métodos de
ensino do ESL e técnicas que brotaram como brotos de bambu depois de uma chuva de primavera, durante o mesmo período.
Nos dias atuais, jazz chants podem ser escutados em centenas e milhares de salas de aula de ESl e
EFL ao redor do mundo.

## Livros
Carolyn Graham é a autora dos seguintes trabalhos:
- Carolyn Graham (Abril 1978). Jazz Chants(r): Student Book. USA: Oxford University Press. ISBN 0195024079
- Carolyn Graham (março 1979). Jazz Chants for Children. USA: Oxford University Press. ISBN 0195024966
- Carolyn Graham (março 1982). The Carolyn Graham Turn-Of-The-Century Songbook: The Sounds and Structures of English Set to the Music of Favorite American Songs. USA: Prentice Hall. ISBN 0883454882
- Carolyn Graham (julho 1986). Small Talk More Jazz Chants. Col: Small Talk. USA: Oxford University Press. ISBN 0194342204
- Carolyn Graham (fevereiro 1992). Small Talk: More Jazz Chants, Exercises. Col: Small Talk. USA: Delta Systems. ISBN 0194346382
- Carolyn Graham (março 1992). The Chocolate Cake: Songs and Poems for Children. USA: Delta Systems. ISBN 0155996959
- Carolyn Graham (setembro 1992). Let's Go 1: Teacher Cards. Col: Let's Go. USA: Oxford University Press. ISBN 0194344908
- Carolyn Graham; Marilyn S. Rosenthal (Abril 1993). Grammarchants: Student Book (Jazz Chants). Col: Grammarchants. USA: Oxford University Press. ISBN 0194342360
- Carolyn Graham (janeiro 1995). The Story of the Fisherman and the Turtle Princess. USA: Harcourt Brace and Company. ISBN 0155996932
- Carolyn Graham (janeiro 1995). Let's Chant, Let's Sing Sb 2: Sb 2. Col: Let's Chant, Let's Sing. USA: Oxford University Press. ISBN 0194346528
- Bill Bliss; Steven J. Molinsky; Carolyn Graham; Carol H. Van Duzer; Deborah L. Schaffer (janeiro 1995). «Navigator». USA: Pearson ESL. Navigator. 1. ISBN 0133595633
- Carolyn Graham (novembro 1996). Let's Chant, Let's Sing Sb 4: Sb 4. Col: Let's Chant, Let's Sing. USA: Oxford University Press. ISBN 0194348946
- Carolyn Graham; Susan Rivers (outubro 1997). Tiny Talk 2a Student Book. Col: Tiny Talk. United Kingdom: Oxford University Press. ISBN 0194351602
- Carolyn Graham (fevereiro 1997). Expressways 3 Activity Workbook. Col: Expressways 3. USA: Pearson Education. ISBN 0135708966
- Carolyn Graham (março 1998). Let's Chant, Let's Sing 1-2 Sample Pages - Gratis. Col: Let's Chant, Let's Sing. USA: Oxford University Press. ISBN 0194700623
- Carolyn Graham (setembro 1999). Holiday Jazz Chants: Student Book. Col: Holiday Jazz Chants. USA: Oxford University Press. ISBN 0194349276
- Carolyn Graham; Susan Rivers (junho 1999). Tiny Talk Songbook. Col: Tiny Talk. [S.l.]: Oxford University Press. ISBN 0194353583
- Carolyn Graham (outubro 1999). Holiday Jazz Chants: Cassette. Col: Holiday Jazz Chants. United Kingdom: Oxford University Press. ISBN 0194349284
- Carolyn Graham (1999). The Fisherman and the Turtle Princess-Songs and Chant Book: A Classic Folktale Chant. USA: Houghton Mifflin Harcourt. ISBN 0155996908
- Carolyn Graham (dezembro 2000). Jazz Chants Old and New. USA: Oxford University Press. ISBN 0194366987
- Carolyn Graham (março 2000). Travel Smart: Nevada. USA: Avalon Travel Publishing. ISBN 1562614347
- Steven J. Molinsky; Bill Bliss; Carolyn Graham; Peter S. Bliss (fevereiro 2001). Side By Side: Activity Workbook 1. Col: Side By Side. USA: Pearson Education. ISBN 0130267457
- Steven J. Molinsky; Bill Bliss; Carolyn Graham; Peter S. Bliss (fevereiro 2001). Side By Side: Activity Workbook 2. Col: Side By Side. USA: Pearson Education. ISBN 0130267503
- Steven J. Molinsky; Bill Bliss; Carolyn Graham; Peter S. Bliss (novembro 2001). Side By Side: Activity Workbook 3. Col: Side By Side. USA: Pearson Education. ISBN 0130268755
- Steven J. Molinsky; Carolyn Graham (novembro 2002). Zabadoo! Level 3. Col: Zabadoo!. USA: Oxford University Press. ISBN 0194383679
- Carolyn Graham (março 2003). The Oxford Picture Dictionary for the Content Areas: Worksheets. USA: Oxford University Press. ISBN 0194343421
- Carolyn Graham (maio 2003). Grammarchants: More Jazz Chants. Col: Grammarchants. USA: Oxford University Press. ISBN 0194343421
- Carolyn Graham (novembro 2003). Word & Picture Cards. USA: Oxford University Press. ISBN 0194345807
- Helen Kalkstein Fragiadakis; Carolyn Graham (Abril 2004). Grammar Step by Step - Book 1 (Beginning) - Student Book. Col: Grammar Step by Step. USA: McGraw-Hill. ISBN 0072845201
- Carolyn Graham (Abril 2006). Creating Songs & Chants. United Kingdom: Oxford University Press. ISBN 0194422364
- Carolyn Graham (setembro 2007). Longman Young Childrens Picture Dictionary. USA: Prentice Hall. ISBN 9620054105

## Referencias
1. ↑  Tiny Talk
2. ↑  Jin Zhang (maio 2011). «Jazz Chants in English Language Teaching». Finland: ACADEMY PUBLISHER. Theory and Practice in Language Studies. 1: 563–565. ISSN 1799-2591
3. ↑  Frank Tang; Dianne Loyet (2003). «Celebrating Twenty-Five Years of Jazz Chants». Teachers College Box 185 Columbia University 525 W. 120th Street, New York, NY 10027: NYS TESOL Publication. IDIOM. 4 páginas